# Íllar
Illar este o municipalitate din provincia Almería, Andaluzia, Spania, cu o populație de 457 de locuitori.